# Verbandsgemeinde Kell am See
Kell am See was een verbandsgemeinde in het Duitse district Trier-Saarburg in de Duitse deelstaat Rijnland-Palts. Op 1 januari 2019 is de nieuwe Verbandsgemeinde Saarburg-Kell ontstaan door de fusie met de Verbandsgemeinde Saarburg.

## Gemeenten
1. Baldringen
2. Greimerath
3. Heddert
4. Hentern
5. Kell am See
6. Lampaden
7. Mandern
8. Paschel
9. Schillingen
10. Schömerich
11. Vierherrenborn
12. Waldweiler
13. Zerf